# 冯燿曾

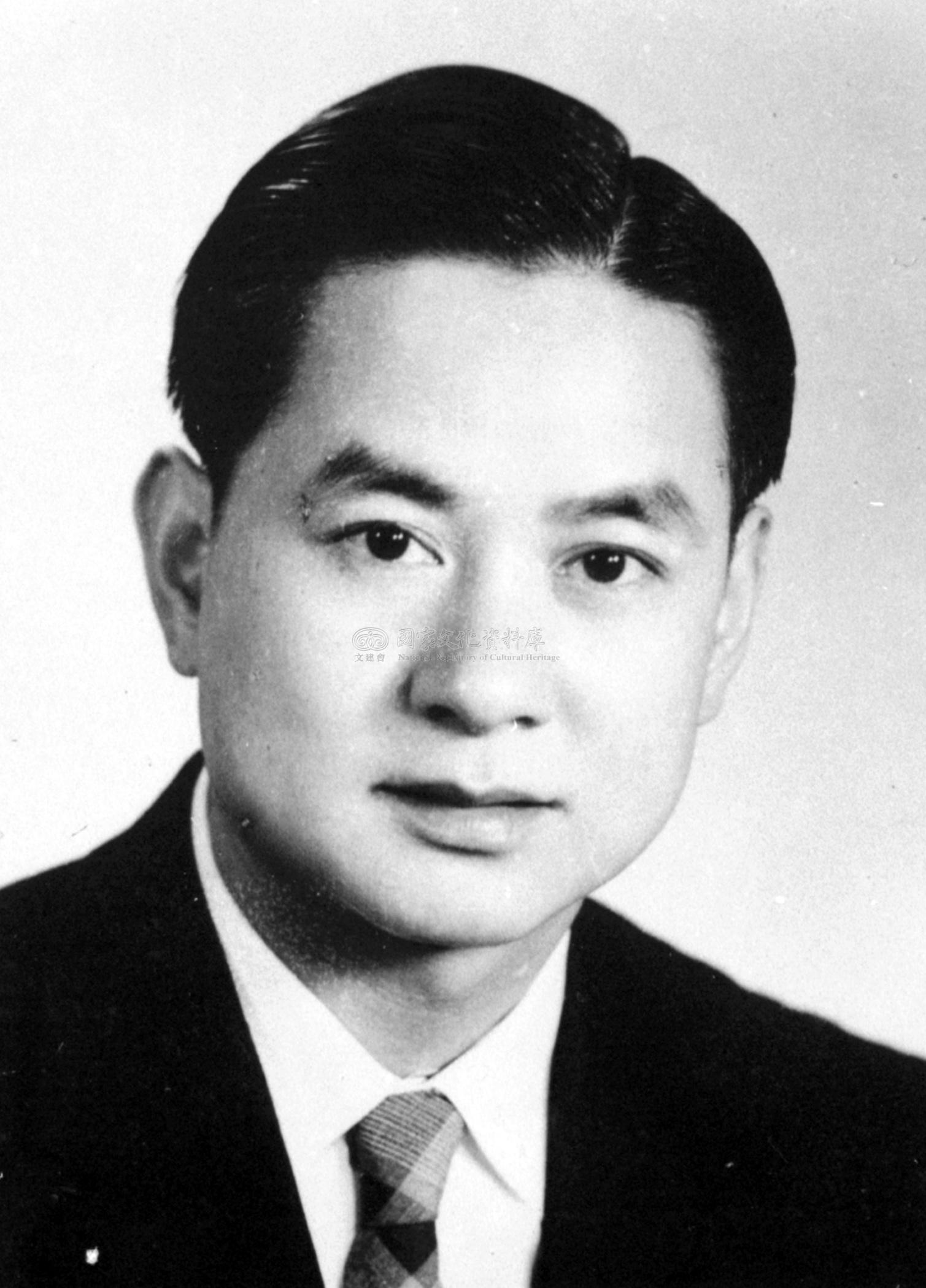
攝於1965年

冯燿曾（1923年7月11日—），广东顺德人，中华民国外交官。

## 生平
冯燿曾先后毕业于燕京大学、瑞士日内瓦大学国际关系研究院、法国巴黎大学国际法学研究院。1957年到台湾后，历任外交部条约司专员，驻达荷美大使馆一等秘书、参事、代办，外交部非洲司副司长。1966年，出任中華民國駐查德大使。1973年任外交部欧洲司司长。翌年再次出使非洲，任中华民国驻中非大使。1976年任外交部非洲司司长。1980年第三次出使非洲，任中華民國駐馬拉威大使。其后还曾任驻纽约办事处处长。1992年退休。